# Sluis-Aardenburg
Sluis-Aardenburg è un'ex-municipalità dei Paesi Bassi situata nella provincia della Zelanda. 
Istituita il 1º gennaio 1995, il suo territorio fu costituito dall'unione dei territori delle due ex-municipalità di Sluis e Aardenburg
Soppressa il 1º gennaio 2003, il suo territorio, assieme a quello della ex-municipalità di Oostburg, è andato a formare la ricostituita municipalità di Sluis.